# Nhà nguyện Phước lành Bronisława

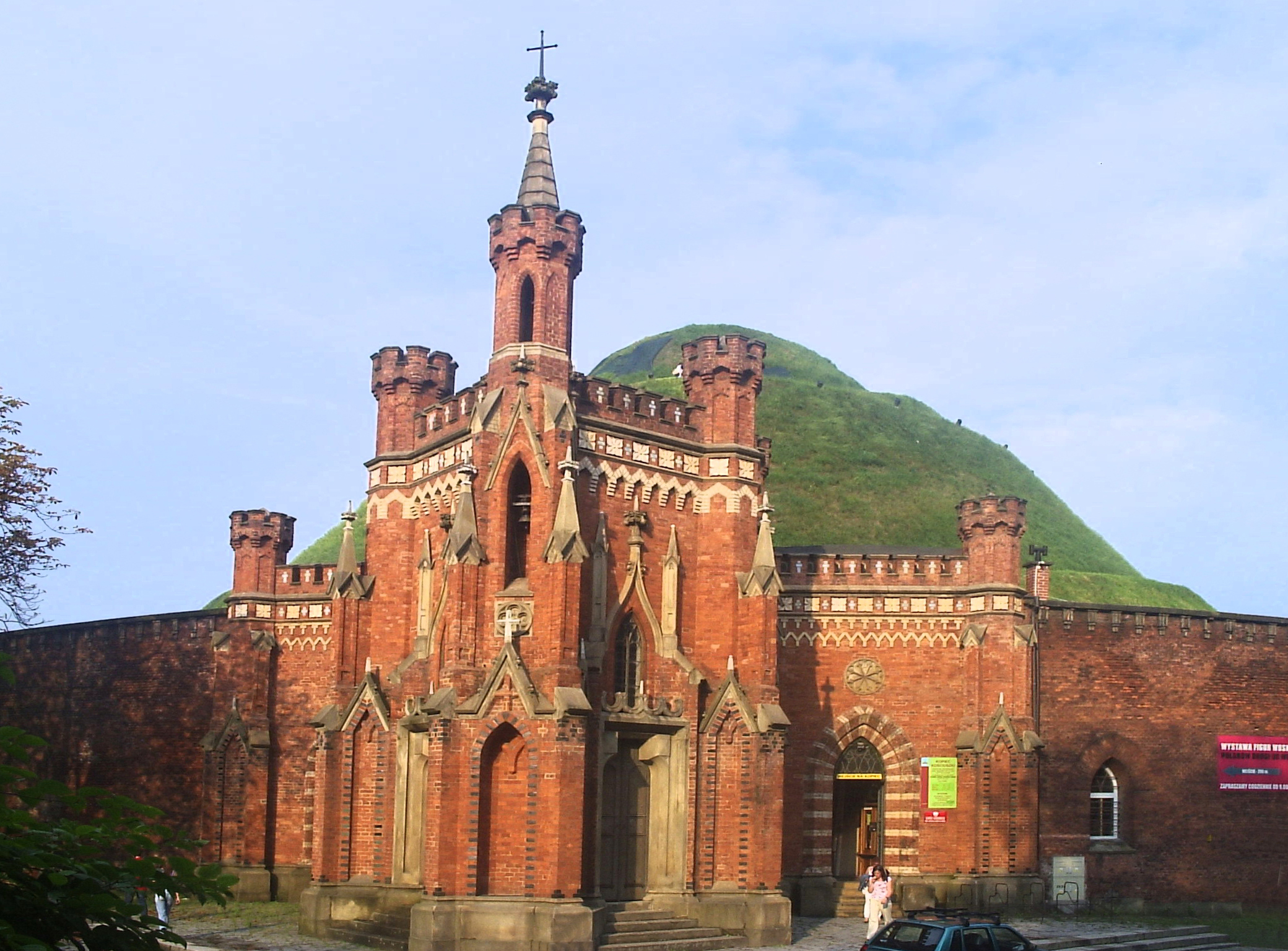
Ngoại thất của Nhà nguyện với Gò Kościuszko phía sau

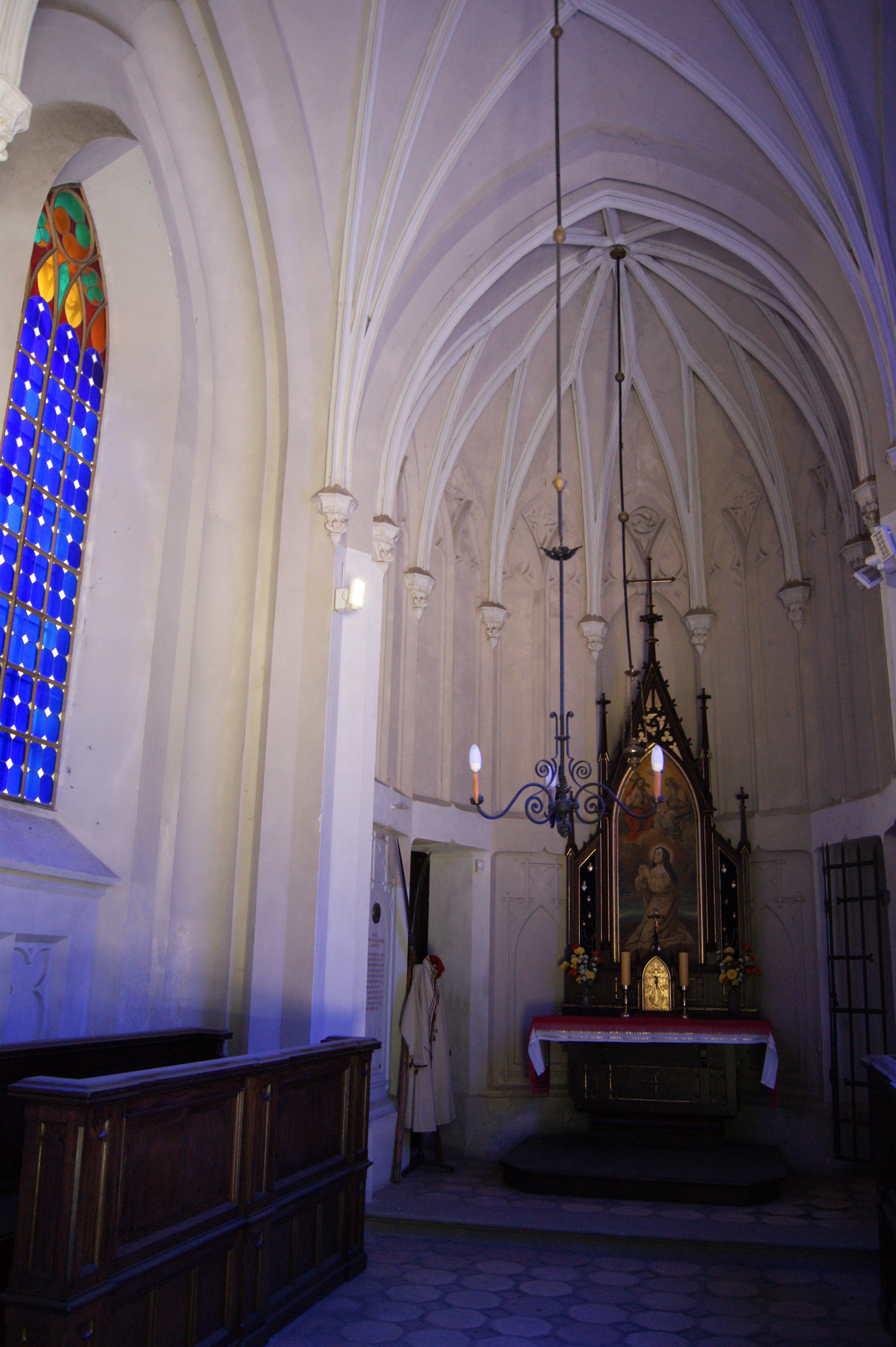
Nội thất nhà nguyện

Nhà nguyện Phước lành Bronisława là một nhà nguyện Công giáo La Mã tân gothic ở Kraków, Ba Lan, được xây dựng vào năm 1856-61 với các bức tường của một tòa thành quân sự được xây dựng trong Phân vùng Áo của Ba Lan bở Vương triều Habsburg. Nhà nguyện có ý nghĩa như một sự thay thế cho nhà thờ thế kỷ 18 của Ba Lan đã bị người Áo phá hủy vào năm 1854 trong quá trình xây dựng thành trì ở quận Zwierzyniec.
Thành cổ "Kościuszko" bao quanh gò chôn cất cổ và di tích quốc gia Ba Lan có tên là Gò Kościuszko. Các gò thực tế đã được sử dụng như một điểm quan sát của quân đội. Nhà nguyện mới, dựa trên thiết kế của Feliks Księżarski, là kết quả của những yêu cầu xác định về sự thay thế được đưa ra bởi Ủy ban Ba Lan về Xây dựng Đài tưởng niệm Tadeusz Kościuszko.

## Lý lịch
Nhà nguyện của Phước lành Bronisława lấy tên từ nữ tu Norbertine thế kỷ 13, người đã rời tu viện để dẫn dắt cuộc sống của một ẩn sĩ ở ngay chính nơi đó. Nơi ở của bà vẫn còn tồn tại ở trên ngọn đồi (được gọi là Sikornik) vào thế kỷ 19, mặc dù đã được tô điểm bởi ngôi đền được dựng lên vào đầu thế kỷ 18. Các nữ tu Norbertine từ tu viện Zwierzyniec đã quyên tặng những căn cứ trên đó các khu đất và nhà nguyện được dựng lên.